# Джон Келхун (етолог)

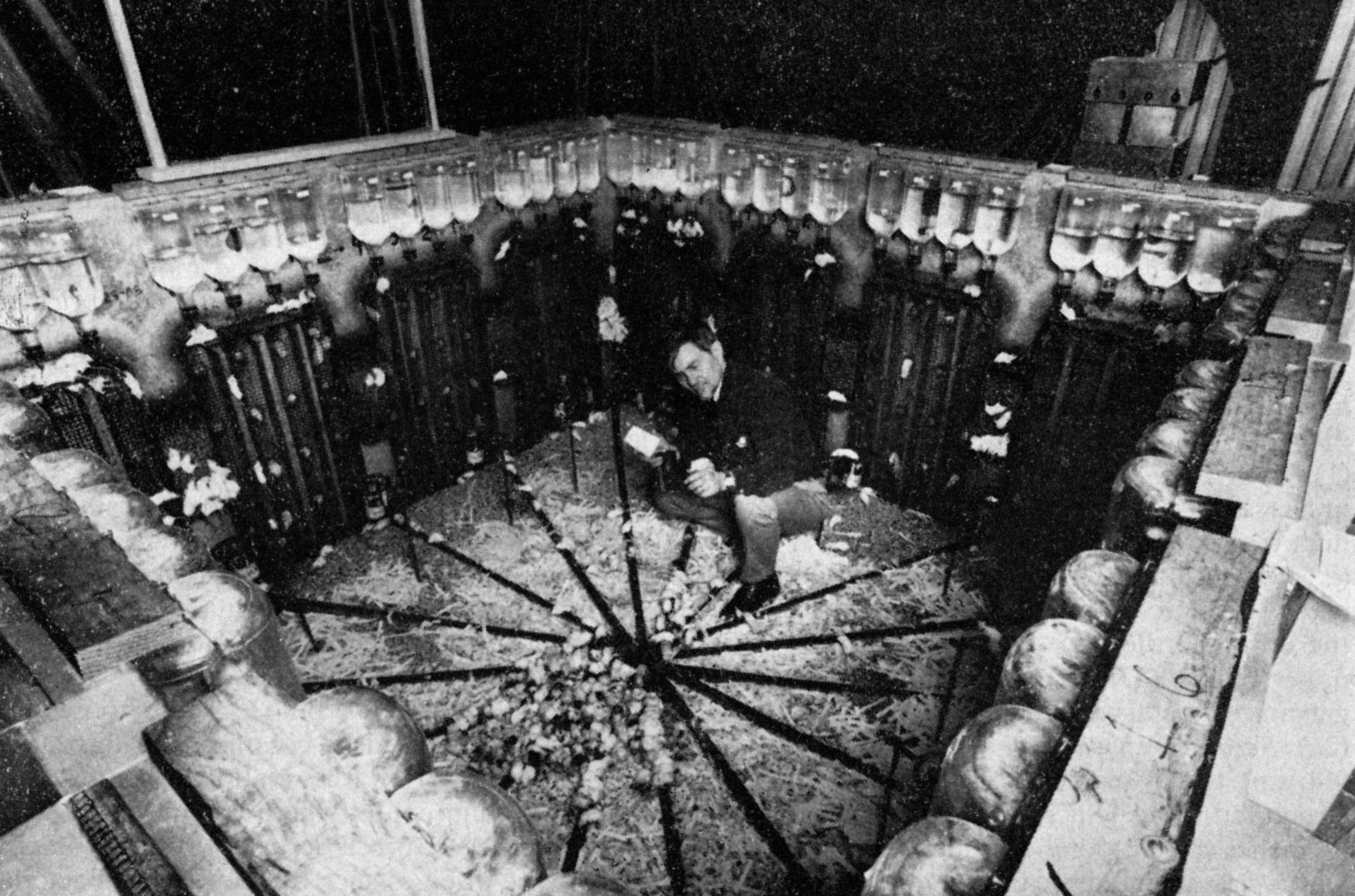
Джон Келгун проводить експеримент

Джон Келгун (англ. John B. Calhoun; 11 травня 1917, Теннессі — 7 вересня 1995) — американський етолог і дослідник психології у зв'язку з проблемами популяційної щільності і її впливу на поведінку.
Стверджував, що експериментально виявлені соціальні ефекти надмірності населення пацюків можна розглядати як модель майбутнього перенаселеної людської цивілізації.
Проводив спостереження сірих пацюків у природному середовищі, особливо відзначивши природне обмеження популяції на рівні набагато нижчому від рівня прокорму і кореляцію з Числом Данбара, а також дослідивши зміни рівня конфліктності в стійких щурячих групах у залежності від кількості особин в групі.
В одному з експериментів організував «ідеальні» умови проживання мишей у вигляді ящиків площею 8-12 м² і висотою до 1,5 метра. Ящики були ізольовані від навколишнього світу, в них підтримувалась комфортна для мишей температура, а самі миші необмежено забезпечувалися їжею і водою. Ящики мали систему розділених на сектори нір. Експеримент полягав у дослідженні змін поведінки мишей, пов'язаних зі зростанням чисельності популяції.
У ході експерименту чисельність мишей сягнула невідповідної приміщенню кількості. Спостереження показали руйнування соціальної структури та поведінки особин: вигнання і навіть убивство дитинчат, відмову самців від захисту території і самок, збільшення агресивності самок, прояви канібалізму в умовах достатньої кількості їжі. Незабаром популяція повністю вимерла.

## Експерименти зі щурами
У 1947—1949 роках Келгун в рамках проєкту з дослідження екології гризунів, проведеного Університетом Джона Гопкінса, проводив спостереження сірих щурів у природному середовищі — в огородженому загоні просто неба площею 10 тисяч квадратних футів (930 м2 ). Хоча кількість щурів у загоні таких розмірів при безконтрольному розмноженні теоретично могла досягти 50 тисяч, Келгун зазначив, що розмір популяції за весь час експерименту не перевищував 200 особин і стабілізувався на значенні 150, що корелює з числом Данбара. Більш того, щури не розсіялися по загону безладно, а утворили 12-13 організованих колоній, у кожній з яких проживало по 12 щурів. Келгун припустив, що саме такий розмір групи є для сірих щурів найкращим — при перевищенні цієї кількості стрес призводить до розпаду групи.
З 1958 по 1962 рік Келгун проводив серію експериментів з сірими щурами вже в штучному середовищі — збудованому в лабораторії полігоні площею 12 м2, висотою до 1,5 метри, розділеному на 4 сполучених один з одним відсіки, причому дві кінцевих відсіки — перший і четвертий — контакту один з одним не мали. Полігон був ізольований від навколишнього світу, необмежено забезпечувався їжею і водою. Населяючи цей «щурячий рай», Келгун досліджував зміни в поведінці щурів у міру природної зміни чисельності популяції. У кожний із чотирьох відсіків було поміщено групу з 12 щурів, всього 48 особин. Щоб не допустити надмірного перенаселення, після досягнення чисельності 80 особин дослідники прибирали з полігону зайвих молодих щурів, які пережили дитячий вік. Виявилося, що кінцеві відсіки були захоплені сильними самцями-лідерами, кожен з яких жив у гаремі з 8-12 самок, а інших самців виганяв у центральні відсіки. Близько 60 щурів, нудьгуючи в центральних відсіках, демонстрували різноманітні форми девіантної поведінки: збільшену агресивність і безпричинні напади один на одного, зникнення інтересу до спаровування, спроби спаровуватися з усіма самицями або навіть усіма щурами підряд, незалежно від статі. Спостерігався канібалізм — зокрема, поїдання щуренят — навіть в умовах великої кількості їжі.

## Експерименти з мишами
Найвідомішу серію експериментів Келгуна, в яких зростання популяції ніяк не обмежувалося, було поставлено на мишах. У липні 1968 року в дротяний загін у лабораторії на базі Національного інституту психічного здоров'я було поміщено 4 пари мишей. Загін із 256 ящиками-гніздами, кожен з яких був розрахований на 15 мишей, обладнали роздавальниками води та корму і достатньою кількістю матеріалу для будівництва гнізд. Келгун описував загін як «утопію» для мишей. За розрахунками дослідників, місця для гнізд у загоні вистачило б на 3840 мишей, а постійно оновлюваної їжі — на 9500. На практиці чисельність популяції зупинилася на значенні 2200 і після нього тільки скорочувався; на червень 1972 року, коли Келгун завершив експеримент, у загоні залишалося лише 122 миші, які вийшли з репродуктивного віку.
У період стабілізації населення Universe 25 агресивність самиць підвищилася, саме вони — а не самці — стали активно захищати свою територію, проте матері не доглядали за мишенятами. Безліч молодих самців, що не знайшли собі місця в колоніях по периметру загону, виганяли в центр, і серед них також проявлялися девіантні форми поведінки: пасивність або надмірна агресивність з нападамами на інших мишей, пансексуалізм і гомосексуальна поведінка. На стадії скорочення і розпаду популяції Келгун спостерігав зростання числа самців, яких він назвав «красенями» (англ. beautiful ones): ці миші уникали як спарювання, так і бійок, без кінця чепурилися. Самки також перестали спаровуватися з самцями. Колега Келгуна, доктор Гелсі Марсден, в 1972 році переніс кілька самиць і самців «красенів» в окремі загони, виявивши, що миші і там не намагаються спаровуватися.

Папа Римський Павло VI зустрічається з Джоном Келгуном, 1973.

За підсумками дослідження Келгун зробив висновок, що при перевищенні певної густоти населення і заповненні всіх соціальних ролей у популяції виникає зростаючий прошарок молодих «ізгоїв». Гостра конкуренція між ними і старшими особинами призводить до розпаду соціальних зв'язків і краху суспільства в цілому, його переходу в такий стан, коли за низької смертності нормою стає примітивна «аутистична» поведінка, що веде до вимирання популяції. Використовуючи відсилання до Одкровення Івана Богослова, Келгун описав розпад суспільства як «смерть у квадраті» (англ. death squared), при цьому «першу смерть», смерть духу, миші переживали ще за життя.
Знаменитий експеримент був надалі використаний як основа розвитку концепції проксеміки Едварда Голла. Поняття поведінкової клоаки також вплинуло на розвиток соціології міста та психології.
Розробки Келгуна вплинули на дослідження агресії.

## Критика експерименту
На симпозіумі «Людина і її місце в природі» в 1972 році доповідь Келгуна було розкритиковано:
1. Не було відомостей про перших мишей у популяції — вони могли бути близнюками, що могло вплинути на подальші покоління через близькоспоріднене схрещування.
2. Температура в загоні могла сягати +32 градуси, що не є природним для мишей.
3. Загон чистили лише раз на 1–2 місяці, тобто більшу частину життя миші проводили на території, забрудненій трупами, фекаліями, рештками гнилої їжі та сміттям.
4. Нема точних підрахунків популяції, всі оцінки вказано приблизно.
5. Не вказано вік так званих «мишей-красунчиків» (миші, які не воювали за самок і не спарювались, доглядаючи тільки самих себе), які за даними Келгуна з'явились наприкінці експерименту — якщо це були старі самці, така поведінка є для них природною.
6. Причини смерті не досліджувались. Оскільки територія не була захищена від інфекцій та була брудною, це могло вплинути на смертність у популяції[5].

## У мистецтві
За мотивами робіт Келгуна була написано книгу  Mrs. Frisby and the Rats of NIMH і знято мультфільм «Секрет щурів».